# 3302 Schliemann
3302 Schliemann eller 1977 RS6 är en asteroid i huvudbältet som upptäcktes den 11 september 1977 av den rysk-sovjetiske astronomen Nikolaj Tjernych vid Krims astrofysiska observatorium på Krim. Den har fått sitt namn efter tysken Heinrich Schliemann.
Asteroiden har en diameter på ungefär 7 kilometer.